# Kumla HC
Der Kumla HC ist ein 1963 gegründeter schwedischer Eishockeyklub aus Kumla. Die Mannschaft spielt seit 2022 in der viertklassigen HockeyTvåan.

## Geschichte
Der IFK Kumla IK wurde 1963 gegründet. Der Verein gehört zu einer Verbindung verschiedener Sportvereine der Stadt, die sich gemeinsam als IFK Kumla organisieren. Während der 1990er Jahre etablierte sich der Verein in der damals noch zweitklassigen Division 1. Von 1999 bis 2001 nahm der IFK Kumla IK am Spielbetrieb der neuen zweiten schwedischen Spielklasse, der HockeyAllsvenskan, teil. Infolge des Abstiegs in der Saison 2000/01 spielte die Mannschaft in der mittlerweile drittklassigen Division 1, die später in Hockeyettan umbenannt wurde. 2012 löste sich die Eishockeyabteilung vom Stammverein ab und heißt seither Kumla HC. 2022 folgte der Abstieg in die vierte Spielklasse, die HockeyTvåan.

## Bekannte ehemalige Spieler
- Erik Ryman
- Johan Ryno